# Martin Dingle Wall
Martin Dingle Wall es un actor australiano, más conocido por haber interpretado a Flynn Saunders en la serie Home and Away.

## Biografía
Nació en Bondi Beach, en la ciudad de Sídney. Antes de convertirse en actor Martin estudio para diseñador gráfico y durante un tiempo trabajó para la animación de los estudios de Walt Disney en Australia. Tiene una compañía de producción llamada "Alchemy".
En el 2009 comenzó a salir con Peta Danders, pero la relación terminó en el 2010.

## Carrera
Martin ha aparecido como invitado en series como Big Sky, Murder Call y en la aclamada serie australiana All Saints. 
Escribió dos obras de teatro Heart of a Nation y Pariah, las cuales fueron tomadas por una casa de producción sin nombre en el Reino Unido.
Del 2001 al 2002 se unió al elenco de la exitosa serie australiana Home and Away, donde interpretó al consejero Flynn Saunders; el esposo de Sally Fletcher, interpretada por Kate Ritchie. Martin dejó la serie en diciembre del 2002 y posteriormente fue reemplazado por el actor Joel McIlroy, quien interpretó a Flynn del 2003 hasta el 2006, luego de que su personaje muriera a causa del cáncer.
En el 2005 interpretó a Scott Allen en la película dramática Summer Solstice, de Rosamunde Pilcher.
En el 2007 apareció como invitado en la serie Satisfaction, donde interpretó a Jonny Lake, una estrella del rock adicta a las drogas y egocéntrica.
En el 2009 apareció como invitado en la serie criminal Underbelly: A Tale of Two Cities, donde dio vida a Les Kane, el hermano menor del clan Kane. En la serie interpretó al esposo de Kate Ritchie, quien dio vida a Judi Kane.
Ese mismo año apareció en la serie Rescue Special Ops, donde interpretó al jefe de bomberos Jake Hudson.
En el 2010 se unió al elenco principal de la nueva serie australiana Cops: L.A.C., donde interpretó al Detective Mayor Rhys Llewellyn. Esta es la tercera vez que trabaja con Ritchie, quien en la serie interpreta a su compañera la detective Samantha Cooper. En noviembre del mismo año y después de una temporada la serie fue cancelada por la cadena Nine debido a la baja audiencia.
En julio del 2016 se anunció que Martin se había unido al elenco de la película Salty junto a Antonio Banderas y Olga Kurylenko.

## Filmografía

### Series de televisión
| Año             | Título                           | Personaje            | Notas                       |
| --------------- | -------------------------------- | -------------------- | --------------------------- |
| 2016 - presente | Upper Middle Bogan               | Evan                 | 4 episodios                 |
| 2014            | Hush the Series                  | Will Kalig           | -                           |
| 2010            | Cops: L.A.C.                     | Rhys Llewellyn       | 13 episodios                |
| 2009            | Rescue Special Ops               | Jake Hudson          | 4 episodios                 |
| 2009            | Underbelly: A Tale of Two Cities | Les Kane             | 2 episodios                 |
| 2007            | Satisfaction                     | Johnny Lake          | episodio "Mr. Hyde"         |
| 20001 - 2002    | Home and Away                    | Flynn Saunders       | 21 episodios                |
| 1999            | Big Sky                          | Gavin                | episodio "Shadow Chasers"   |
| 1998            | Murder Call                      | Traficante de Drogas | episodio "A View to a Kill" |
| 1998            | All Saints                       | Dreg Howard - Mick   | 2 episodios                 |

### Películas
| Año  | Título            | Personaje           | Notas                                                                                                 |
| ---- | ----------------- | ------------------- | --- |
| 2017 | Salty             | -                   | junto a Antonio Banderas y Olga Kurylenko                                                             |
| 2016 | Get a Life        | Alex                | junto a Chantal Lashon, Alisa Reyes, Maria Russell, Steve Sturla y Shelly Skandrani                   |
| 2016 | Happy Hunting     | Warren Novak        | junto a Ken Lally, Kenny Wormald, Connor Williams, Gary Sturm y Jonathan Looper                       |
| 2016 | Run               | Presentador         | corto - junto a Alexandra Davies, Lyndsi LaRose, Johnnett Kent, Tobin Bell, Carter Roy y Jamie Irvine |
| 2015 | Ves etot dzhem    | Michael             | junto a Svetlana Khodchenkova, Chris Owen, Tatyana Kazantseva y Yuliya Aug                            |
| 2015 | Strangerland      | Neil McPherson      | junto a Nicole Kidman, Hugo Weaving, Joseph Fiennes, Nicholas Hamilton, Maddison Brown y Meyne Wyatt  |
| 2014 | Surviving Bug     | Jason               | corto - junto a Zoe Carides, Holly Summers Clarke, Marlowe Fraser y Genna Chanelle Hayes              |
| 2014 | The Polygamist    | Charles             | corto - junto a Sarah Bishop, Anthony Taufa, Steen Raskopoulos y Adele Vuko                           |
| 2012 | A Light Touch     | Oscar               | corto - junto a Neveen Hanna y Alyssa McClelland                                                      |
| 2012 | Bombay Beach      | Padre               | corto - junto a Will Howarth y Chanel Marriott                                                        |
| 2011 | House of Sticks   | Lance               | corto - junto a Bianca Bradey y Vanya Z Tuarau                                                        |
| 2010 | We Men Do         | Esposo              | corto - junto a Lou Collins, Fay Beck y Koren Kidis                                                   |
| 2010 | The Nothing Men   | Wesley Timms        | junto a Colin Friels, Mark Fitzpatrick, Sonja Tallis y David Field                                    |
| 2009 | The Makeover      | Rodger Keaton       | junto a Jeffery Gannon, Lara Cox y Natalie Rose                                                       |
| 2007 | Out of Water      | -                   | corto                                                                                                 |
| 2005 | Summer Solstice   | Scott Allen         | junto a Jacqueline Bisset, Honor Blackman, Jason Durr y Sinéad Cusack                                 |
| 2001 | Jumping Ship      | Dante               | junto a Joseph Lawrence y Matthew Lawrence                                                            |
| 2001 | The New Crusaders | Platicador del Cine | corto - junto a Christopher Stollery, Abe Forsythe y Michael Beckley                                  |

### Productor y apariciones
| Año  | Título                  | Notas                     |
| ---- | ----------------------- | ------------------------- |
| 2010 | The Nothing Men         | co-productor              |
| 2010 | South Australia Tourism | apareció en el comercial  |
| 1994 | The Return of Jafar     | departamento de animación |

### Teatro
| Año  | Obra                       | Personaje  | Director (a) | Teatro      | Notas                                |
| ---- | -------------------------- | ---------- | ------------ | ----------- | ------------------------------------ |
| 2003 | The Nothing Men            | Kip Polson | -            | -           | -                                    |
| 2002 | Fairy Tales of Oscar Wilde | -          | -            | New Theatre | junto a Lyn Collingwood & Lee Leslie |

## Premios y nominaciones
| Año  | Categoría                    | Premio      | Serie         | Resultado |
| ---- | ---------------------------- | ----------- | ------------- | --------- |
| 2002 | Most Popular New Male Talent | Logie Award | Home and Away | Nominado  |